# Terremoto de 1169 na Sicília
O terremoto de 1169 na Sicília ocorreu em 4 de fevereiro de 1169 às 08h00, horário local, na véspera da festa de Santa Ágata da Sicília (no sul da Itália). Tinha uma magnitude estimada entre 6,4 e 7,3 e uma intensidade máxima estimada de X na escala de intensidade de Mercalli. As cidades de Catania, Lentini e Modica foram severamente danificadas, e o terremoto também provocou um tsunami. No geral, estima-se que o terremoto tenha causado a morte de pelo menos 15 000 pessoas.